# Homalocerus xixim
Homalocerus xixim is een keversoort uit de familie Belidae. De wetenschappelijke naam van de soort is voor het eerst geldig gepubliceerd in 1947 door Bondar.